# دورتموندر اکسپورت
دورتموندر اکسپورت (به آلمانی: Dortmunder Export) یا دورتموندر یک نوع آبجوی لاگر روشن است که در ابتدا توسط اتحادیهٔ دورتموند در دورتموند، آلمان، در سال ۱۸۷۳ تولید شد. این آبجو با بافتی نرم تحت تأثیر پیلزنر تولیدشده در پلزن است.

## تاریخچه
بعد از جنگ جهانی دوم، اکسپورت محبوب‌ترین نوع آبجو در آلمان بود تا اینکه در سال ۱۹۷۰ با پیلس جایگزین شد. از دههٔ ۱۹۹۰ تاکنون، وضعیت آن کمی بهبود یافته است. در سال ۲۰۰۸، کمتر از ۱۰ درصد از آبجوی فروخته‌شده در فروشگاه‌های آلمان، اکسپورت بود.

## آبجوهای سبک دورتموند

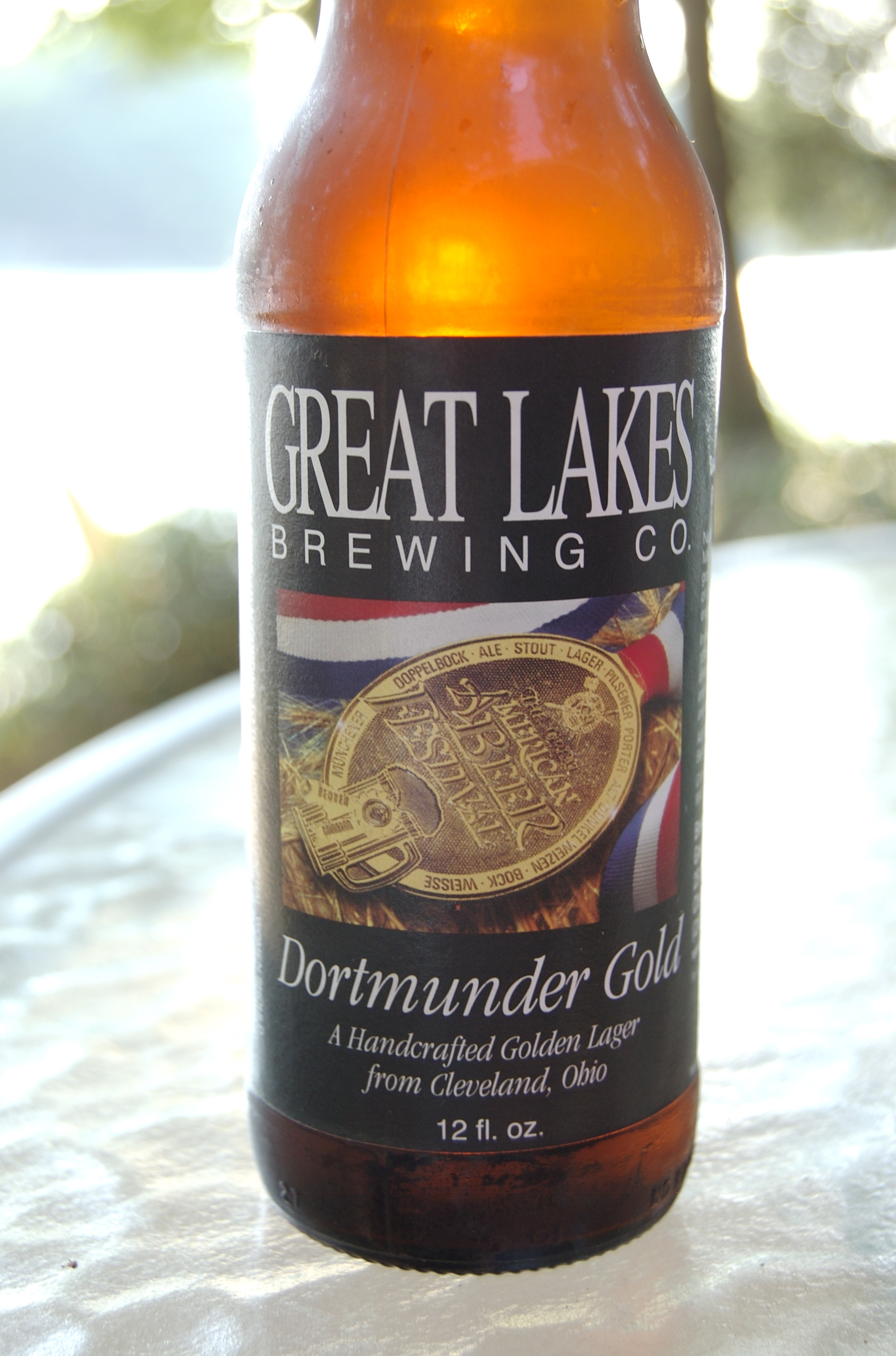
نمونه‌ای از یک آبجو که در ایالات متحدهٔ آمریکا تولید شده و دورتموندر نامیده می‌شود.

فرد اکارت در کتاب A Treatise on Lager Beers که در سال ۱۹۶۹ منتشر شد، دیدگاه خود را مبنی بر اینکه دورتموندر یک آبجوی روشن متمایز است و باید به عنوان یک سبک آبجوی جداگانه طبقه‌بندی شود، بیان کرد.
مایکل جکسون و راجر پروتز این روند را ادامه دادند، اگرچه با احتیاط و با عدم اطمینان در تشخیص دقیق ماهیت متمایز این آبجو.